# Juan de Ávalos y Taborda
Juan de Ávalos y Taborda   (Mèrida, 21 d'octubre de 1911 - Madrid, 7 de juliol de 2006) va ser un escultor espanyol. És considerat com un artista de projecció nacional i internacional, destacant la seva faceta de monuments commemoratius i estàtues eqüestres. Es poden contemplar obres seves en els cinc continents, a més de museus, col·leccions privades, organismes oficials, llocs religiosos i al carrer, formant part de les escultures urbanes de moltes ciutats.

## Biografia
Com a conseqüència de la pèrdua de visió del seu pare, la família s'ha de plantejar el futur i decideix traslladar-se a Madrid, instal·lant-se quan Joan tenia vuit anys.
Als 15 anys ingressa a la Reial Acadèmia de Belles Arts de San Fernando a Madrid, on a 1931 va rebre el Premi Extraordinari en els cursos de Modelatge, Dibuix i Gravat en buit. L'any 1932 li van concedir el Premi Fi de Carrera "Aníbal Álvarez" de la Reial Acadèmia de Belles Arts de San Fernando.
La precària situació econòmica de la família li feia rebutjar les oportunitats que li anaven sorgint per dedicar-se íntegrament a l'estudi de l'escultura. Malgrat això continu seus estudis d'art amb el treball en un taller de restauració de mobles i antiguitats, la qual cosa li va permetre conrear la talla i aprendre els secrets de l'ofici.
Finalment es dedicarà a la docència, aconseguint el 1933 ser nomenat per concurs ia proposta del rector de la Universitat de Sevilla, Professor de Terme de Modelatge i Buidatge de l'Escola d'Arts i Oficis de Mèrida (Badajoz). Quan va començar a residir novament a Mèrida, es va centrar en l'arqueologia i la recuperació de les restes romanes. Va començar a col·laborar amb l'arquitecte francès Guy Pisón en la reconstrucció del peristil i l'escena del Teatre, el que li va valer ser nomenat adjunt al director d'excavacions, Floriano Cumbreño.
A 1934 és nomenat Sotsdirector del Museu Arqueològic de Mèrida, i poc temps després i gràcies a les Representacions Escèniques al Teatre Romà, va aconseguir fons suficients per a la construcció del nou Museu Arqueològic de Mèrida.
A 1936 aconsegueix ser nomenat director de l'Escola d'Arts i Oficis de Mèrida.
Durant la guerra civil És incorporat a l'Exèrcit Nacional, sent destinat a les forces de xoc de l'Exèrcit d'Andalusia fins a 1938, quan és ferit i malgrat seguir militaritzat, aconsegueix treballar a la constructora Nacional de Maquinària Elèctrica CENEMESA (Còrdova), com a dibuixant de motors i peces. També alterna la seva tasca a la fàbrica amb la realització de talles religioses.
En finalitzar la guerra, a 1940, es va dur a terme un expedient de depuració, per una denúncia de 1936, pel seu vincle amb les activitats culturals i teatrals de Mèrida, considerant col·laborador amb les institucions republicanes. Quan Tot el problema es va solucionar l'any 1942 es va publicar al Butlletí Oficial de l'Estat, la resolució de l'expedient de depuració, impedint-li l'exercici de càrrecs directius en institucions d'ensenyament, culturals i altres, per la seva suposada afiliació política.
Malgrat tots els problemes el seu treball com a escultor i tallista de fusta no cessi en cap moment realitzant constantment encàrrecs i exposicions tant individuals com col·lectives, a Espanya ia altres països.
A 1951 va guanyar el concurs que li va adjudicar l'ornamentació de la Creu del Valle de los Caídos. Per decorar aquest monument Juan de Ávalos va realitzar 14 escultures: els quatre evangelistes (Sant Joan, Sant Mateu, Sant Marc, Sant Lluc); les Virtuts Cardinals (Prudència, Justícia, Temprança i Fortalesa), situades a la Base de la Creu; els Arcàngels (Sant Miquel, Sant Rafael, Sant Gabriel i Sant Uriel, dels set que són), que estan ubicats al Creuer de la Basílica; el grup escultòric de la Pietat en el pòrtic d'entrada a la Basílica i finalment, i per encàrrec de l'Abadia una escultura de Crist ressuscitat en el cementiri dels Pares Benedictins, a la mateixa vall. Per poder dur a terme aquest important encàrrec, l'artista va reunir per al seu taller, un equip important d'artesans (fusters, guixaires, picapedrers, etc.) Escultors als quals va formar personalment per poder executar, buidats, ampliacions i tret de punts de les fileres que conformarien les figures gegantines de Cuelgamuros.
Entre 1958 i 1961 porta a terme una gran activitat a Hispanoamèrica, destacant els projectes que realitza per Guayaquil, lloc que contempla una de les seves obres més notables, el Monument al Sagrat Cor. A més celebra exposicions i dona conferències en diversos països. Així va estar a l'Havana, Bogotà, Cartagena d'Índies, etc. aconseguint assolir èxit i renom en el temps de la seva estada.
A 1964 va formar l'Agrupació Nacional Sindical de Belles Arts (ANSIBA), de la qual va ser elegit president per votació.
A 1971 rep la Medalla d'or al mèrit en les Belles Arts.
A 1979 va ser nomenat per elecció, President del Cercle de Belles Arts de Madrid.
Va treballar realitzant diversos encàrrecs, exposicions i xerrades i actes diversos relacionats amb el món de l'art fins al moment de la seva mort, deixant fins i tot preparades cinc obres que serien incloses en l'exposició "Dues dimensions 2" (Art nou a l'Acadèmia), que estava sent organitzada per la Reial Acadèmia de Sant Fernando, Madrid, l'any 2006.

## Obres destacades
La creació artística de Juan de Ávalos és enorme, abastant un ampli ventall que va des d'escultures de dimensions gegantines (les realitzades per l'ornamentació del Valle de los Caídos, entre d'altres), a imatgeria, busts en pedra i metall, talles de caràcter religiós, medalles, creus, relleus per monedes ....
Malgrat això podem destacar com a mostra del seu mestratge i art les següents:
- Autoretrat.
- Solitud.
- Crist jacent.
- Evangelistes, Virtuts, Pietat i Arcàngels de la Basílica del Valle de los Caídos.
- Monument a Manolete (Còrdova).
- Els amants de Terol (Terol).
- El Sagrat Cor, a Guayaquil (Equador).
- Homenatge a Cuba (l'Havana).
- Monument al pare Restrepo (Bogotà).
- Monument al doctor Jiménez Díaz (Madrid).
- Monument a Franciso Franco (Oviedo).
- Monument a Ferran el Catòlic (Saragossa).
- Monument a José María Pemán (Cadis).
- Monument als marins caiguts a la Mediterrània (Benidorm).
- Àngel de la pau, a Valdepeñas (Toledo).